# Cant de la Senyera

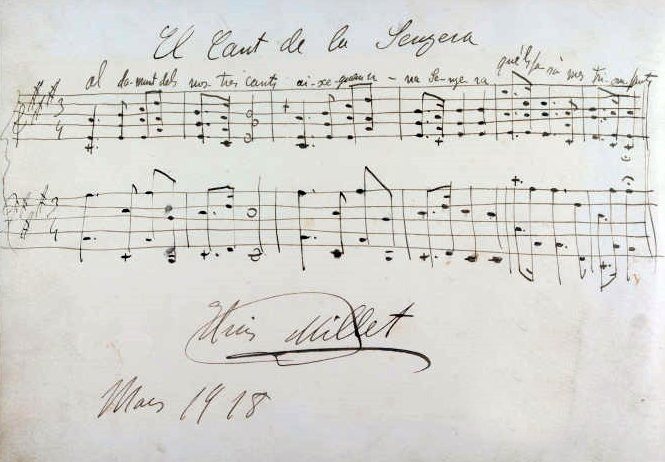
El Cant de la Senyera, de Lluís Millet

El Cant de la Senyera (en español: Canto de la Bandera) es una composición para coro mixto con música del maestro Lluís Millet, sobre un poema de Joan Maragall, compuesto expresamente como himno del Orfeón Catalán. Se estrenó en Montserrat el año 1896 en la ceremonia de la bendición de la señera. Estuvo prohibida por el régimen franquista del 1939 al 1960.
También actuó de facto como himno, en competencia con Els Segadors, cuando este último todavía no se había hecho oficial. Su interpretación por una parte del público del Palacio de la Música Catalana cuando había sido prohibido fue el elemento central de los Sucesos del Palau de la Música en 1960.

## Letra
| Original en catalán | Traducción al español |
| Tornada: Al damunt dels nostres cants aixequem una Senyera que els farà més triomfants. Au, companys, enarborem-la en senyal de germandat! Au, germans, al vent desfem-la en senyal de llibertat. Que voleï! Contemplem-la, en sa dolça majestat! (bis) Tornada Oh bandera catalana!, nostre cor t'és ben fidel: volaràs com au galana pel damunt del nostre anhel: per mirar-te sobirana, alçarem els ulls al cel. (bis) Tornada I et durem arreu enlaire, et durem, i tu ens duràs: voleiant al grat de l'aire, el camí assenyalaràs. Dóna veu al teu cantaire, llum als ulls i força al braç. (bis) Tornada | Estribillo: Por encima de nuestros cantos alcemos una Señera que los hará más triunfantes. Venga, compañeros, enarbolémosla en señal de hermandad! Venga, hermanos, al viento despleguémosla en señal de libertad. Que ondee! Contemplémosla en su dulce majestad! Estribillo Oh bandera catalana!, nuestro corazón te es bien fiel: volarás como ave galana por encima de nuestro anhelo: para mirarte soberana alzaremos los ojos al cielo. Estribillo Y te llevaremos por doquier en alto, te llevaremos, y tú nos llevarás: flameando a voluntad del aire, el camino señalarás. Dale voz a tu cantor, luz a los ojos y fuerza al brazo. Estribillo |